# Voci fuori dal coro
Voci fuori dal coro (Pilot) è l'episodio pilota della serie televisiva Glee trasmesso il 19 maggio 2009 sulla rete televisiva Fox, e trasmesso in versione estesa director's cut il 2 settembre dello stesso anno. È stato diretto dal creatore della serie, Ryan Murphy, e scritto dallo stesso Murphy con Brad Falchuk e Ian Brennan.
L'episodio, come tutta la serie TV, ruota attorno alle vicende di coro coreografico, conosciuto come glee club, della William McKinley High School in Lima, Ohio.
In Italia l'episodio è stato trasmesso in anteprima il giorno di Natale del 2009 sul canale satellitare Fox della piattaforma Sky.
L'episodio è stato singolarmente commercializzato in DVD con il titolo Glee - Il film, distribuito dalla 20th Century Fox a partire dal 3 febbraio 2010.

## Trama
L'insegnante di spagnolo Will Schuester scopre che Sandy Ryerson, responsabile del glee club alla William McKinley High è stato licenziato per il suo comportamento inopportuno verso alcuni studenti maschi. Il preside dell'istituto dà il permesso a Will di dirigere il club, con l'intenzione di risollevarne le sorti. I membri del club, denominato Nuove Direzioni (New Directions), sono la talentuosa cantante Rachel Berry, la cantante con manie da diva Mercedes Jones, il soprano gay Kurt Hummel, il chitarrista paraplegico Artie Abrams e la punk balbuziente Tina Cohen-Chang. Gli sforzi del club vengono derisi da Sue Sylvester, capo delle Cheerios, la squadra di cheerleader della scuola, mentre la scelta di Will di gestire il glee club non è supportata da sua moglie Terry, che preferirebbe che il marito lavorasse come ragioniere, in modo da incrementare il loro reddito.
Rachel minaccia di lasciare il club se non verrà trovato un cantante maschio di talento, che possa essere all'altezza della sua voce. Quando l'allenatore della squadra di football della scuola, Ken Tanaka, permette a Will di reclutare membri della squadra di football, scopre che il quarterback Finn Hudson è segretamente un cantante di talento. Per convincere Finn ad aderire al glee club, Will è costretto ad usare l'arma del ricatto: nasconde delle bustine di marijuana nell'armadietto di Finn e lo ricatta costringendolo ad unirsi ai New Directions. Will, accompagnato dalla guida scolastica Emma Pillsbury, porta i suoi ragazzi ad assistere all'esibizione del club rivale dei Vocal Adrenaline, in modo da dargli delle indicazioni, ma la strabiliante performance dei rivali getta il gruppo nello sconforto, rendendoli preoccupati per le loro possibilità di competere al concorso regionale dei glee club.
Tornato a casa, Will viene informato da sua moglie che sta per diventare padre e, nonostante la gioia, si trova di fronte a nuove responsabilità. Perciò decide di dare le dimissioni come insegnante e di conseguenza di lasciare i New Directions, per trovarsi un lavoro più redditizio. Anche Finn decide di lasciare il glee club ma, dopo essere stato attaccato dai suoi compagni della squadra di football ed aver salvato Artie da un atto di bullismo, capisce cosa vuole fare veramente, così torna al glee club intenzionato a dare il massimo. Emma cerca di sollecitare Will a seguire più il proprio cuore nelle sue scelte, piuttosto che il denaro, e quando il professore assiste all'esibizione delle Nuove Direzioni, in Don't Stop Believin', decide di rimanere e guidarli verso i campionati regionali.

## Produzione
Glee è stato creato da Ryan Murphy, Brad Falchuk e Ian Brennan. Murphy ha tratto ispirazione dalla sua infanzia, in cui ha preso parte a vari musical scolastici. Brennan e il produttore Mike Novick sono stati molto coinvolti dai glee club delle rispettive scuole. Glee è stato originariamente pensato come un film, basato su una sceneggiatura scritta da Ian Brennan, ma in seguito si è ritenuto che l'idea di Murphy avrebbe funzionato meglio come una serie televisiva.
La Fox ha acquistato il pilota della serie poche ore dopo aver ricevuto la sceneggiatura.

## Riconoscimenti
L'episodio ha ricevuto vari premi, tra cui un Artios Award per il casting di una serie commedia e un Golden Reel Award per il miglior montaggio sonoro di un episodio televisivo. Inoltre ha ottenuto tre candidature ai Teen Choice Awards e una ai Directors Guild of America Awards. L'episodio è stato visto, negli Stati Uniti, da oltre 9 milioni di telespettatori ed è stato commercializzato singolarmente in DVD con il titolo Glee - Il film.
L'episodio ha ottenuto due candidature ai Premi Emmy 2010 nella categoria migliore regia e migliore sceneggiatura per una serie comica o commedia. Il 30 agosto 2010 ha vinto l'Emmy alla miglior regia, assegnato a Ryan Murphy.

## Riferimenti
In questo episodio si fa riferimento al film Grease - Brillantina e alle serie televisive Dr. Phil e Grey's Anatomy. L'episodio viene citato in una domanda nella 95ª puntata dell'ottava edizione di Who Wants to Be a Millionaire, la versione statunitense di Chi vuol essere milionario?.

## Canzoni
| Canzone                                                           | Versione originale       | Eseguita da                                                                          |
| ----------------------------------------------------------------- | ------------------------ | ------------------------------------------------------------------------------------ |
| Where Is Love?                                                    | Oliver!                  | Ben Bledsoe, Stephen Tobolowsky                                                      |
| Respect                                                           | Otis Redding             | Amber Riley                                                                          |
| Mr Cellophane                                                     | Chicago                  | Chris Colfer                                                                         |
| I Kissed a Girl                                                   | Katy Perry               | Jenna Ushkowitz                                                                      |
| On My Own                                                         | Les Misérables           | Lea Michele                                                                          |
| Sit Down, You're Rockin' the Boat                                 | Guys and Dolls           | Chris Colfer, Kevin McHale, Lea Michele, Amber Riley, Jenna Ushkowitz                |
| Can't Fight This Feeling                                          | REO Speedwagon           | Cory Monteith                                                                        |
| Lovin', Touchin', Squeezin                                        | Journey                  | Aaron Hendry, Jerry Phillips                                                         |
| You're the One That I Want                                        | Grease                   | Chris Colfer, Kevin McHale, Lea Michele, Cory Monteith, Amber Riley, Jenna Ushkowitz |
| Rehab                                                             | Amy Winehouse            | Vocal Adrenaline                                                                     |
| Leaving on a Jet Plane                                            | John Denver              | Matthew Morrison                                                                     |
| That's the Way (I Like It)/(Shake, Shake, Shake) Shake Your Booty | KC and the Sunshine Band | McKinley High Glee Club - 1993                                                       |
| Don't Stop Believin'                                              | Journey                  | Chris Colfer, Kevin McHale, Lea Michele, Cory Monteith, Amber Riley, Jenna Ushkowitz |